# 艾蘭福爾斯 (緬因州普查規定居民點)
艾蘭福爾斯（英語：Island Falls）是位於美國緬因州阿魯斯圖克縣的一個普查規定居民點。

## 人口
根據2020年美國人口普查的數據，艾蘭福爾斯的面積為3.40平方千米，當中陸地面積為3.27平方千米，而水域面積為0.13平方千米。當地共有人口309人，而人口密度為每平方千米90.88人。